# Hogesnelheidslijn Ankara - Izmir
De hogesnelheidslijn Ankara - Izmir  is een Turkse spoorweg in aanbouw die geschikt zal zijn voor hogesnelheidstreinen tussen Ankara en Izmir. Het dubbelsporige, geëlektrificeerde traject zal 570 km lang zijn. Eenmaal voltooid zal het de langste hogesnelheidslijn van het land zijn.
Ongeveer 27 km ten zuiden van het knooppunt Polatlı splitst de spoorlijn zich van de hogesnelheidslijn Ankara - Konya, en gaat 508 km in westelijke richting verder naar Afyonkarahisar. De reistijd tussen Ankara en Izmir zal 3 uur en 30 minuten worden. De treinen rijden maximaal 250 km/u.
De bouw van het eerste deel begon in 2012, maar werd onderbroken in 2018 toen bijna 50% van de werken klaar waren op sommige delen. Het werk werd hervat in 2022, en zou volgens de plannen klaar moeten zijn in 2027.